# Anna Prismanova
Anna Sémionovna Prismanova (née Anna Simonovna Prisman, en russe : А́нна Семёновна Присма́нова, Анна Симоновна Присман, née le 6 septembre 1898 à Liepāja et morte le 4 novembre 1960 dans de 15e arrondissement de Paris, est une poétesse russe de la première vague de l'émigration russe.

## Biographie
Anna Prisman est l'aînée des trois filles d'un médecin dermatologue. Elle passe son enfance à Liepāja, sur les rives de la mer Baltique. En 1910, elle se convertit à la religion orthodoxe. En 1918, elle emménage à Petrograd, où elle devient membre, en 1921, de l'Union des poètes de Nikolaï Goumilev. Elle quitte la Russie en 1921, d'abord pour Berlin, puis pour Paris, où elle épouse Aleksandr Ginger.
Dans le milieu des années 1920, elle adhère à l'Union des jeunes écrivains et poètes. Elle y est avec Vladimir Korvine-Piotrovski (ru) à l'origine du mouvement formiste, qui, selon Iouri Terapiano, cherchait avant tout la sophistication et l'accomplissement formel, et proscrivait implacablement toute vision métaphysique. Elle se détache cependant vite de la vie littéraire russe parisienne, à l'exception du cercle Camp («Кочевье»). Elle restera, selon Irina Odoevtseva, peu intéressée à une collaboration avec d'autres artistes
Ses poèmes sont publiés dans les années 1920 et 1930 dans les journaux La Volonté de la Russie («Воля России»), Billets contemporains («Современные записки»), L'Épopée («Эпопея») Rencontres («Встречи»), Billets russes («Русские записки»), ou l'almanach Cercle («Круг»).
Son premier recueil L'Ombre et le corps («Тень и тело») paraît en 1937.
Pendant l'occupation allemande, elle et son mari restent à Paris. En 1946, alors qu'une vague patriotique emporte une partie des émigrés russes, ils adoptent la citoyenneté soviétique, sans retourner cependant en URSS. La sœur de Prismanova, Ielisaveta, y reviendra avec sa famille.

## Œuvre
Pleine de métaphores complexes, se distinguant par l'originalité des intonations, l'œuvre de Prismanova a gagné une réputation d'une poésie difficile. Une définition sans doute exacte de son style a été donnée par Wladimir Weidlé :

« Les mots sont chez elle... appesantis, épaissis, jamais apprêtés, jamais sûrs de leur magie, elle les aime pour leurs nœuds et leurs protubérances, et non pour avoir été avoir été longtemps érodés et polis. »

Son formisme s'oppose aussi bien aux recherches de Dimitri Merejkovski et de Zinaïda Hippius qu'à la Note parisienne de Gueorgui Adamovich. Certains critiques la voient tendre vers le surréalisme.
Vladislav Khodassevitch, Boris Pasternak, Ossip Mandelstam et Marina Tsvetaïeva ont eu une influence sur son œuvre. Parmi les poètes classiques du XIXe siècle, elle mettait à  part Mikhaïl Lermontov, et celui des poètes de l'émigration russe qu'elle considérait comme le plus proche d'elle était Boris Poplavski. 
Les œuvres complètes de Prismanova paraissent pour la première fois en 1990 à la Haye. En Russie, une édition de référence est publiée en 1999.

## Famille
Le poète Aleksandr Ginger a été son époux.
Anna Prismanova a eu deux fils, Basile Ginger (1925-2010), ingénieur, chercheur en généalogie et Serge Ginger (1928-2011), psychothérapeute, théoricien de la gestalt-thérapie, et fondateur (avec Anne Ginger) de l'École Parisienne de Gestalt.

## Publications
- (ru) Тень и тело [« Ombre et corps »], Paris,‎ 1937 ;
- (ru) Близнецы [« Gémeaux »], Paris,‎ 1946 ;
- (ru) Тень и тело [« Ombre et corps »], Paris,‎ 1937 ;
- (ru) Соль [« Sel »], Paris,‎ 1949 ;
- (ru) Вера [« Foi »], Paris,‎ 1960 ;
- (ru) « О городе и огороде » [« Ville et potager »], альманах «Мосты», Munich, no 12,‎ 1966.

### Parutions récentes
- (ru) « "К несчасию, поээия ревнина", стихотворения » [« Par malheur, poésie jalouse »], Новая Юность, vol. 6, no 33,‎ 1998 (lire en ligne, consulté le 3 octobre 2018).